# Jania
Jania J.V. Lamouroux, 1812  é o nome botânico  de um gênero de algas vermelhas pluricelulares da família Corallinaceae, subfamília Corallinoideae.
- Algas marinhas encontradas em áreas tropicais, subtropicais e regiões de clima temperado quente.

## Espécies
Atualmente apresenta 40 espécies taxonomicamente válidas, entre elas:
- Jania rubens (Linnaeus) J.V. Lamouroux, 1816
- Lista de espécies do gênero Jania